# ニツコー・プロジェクト
ニツコー・プロジェクト(Nizkor Project)とはケン・マクヴェイによって主宰され続けられているインターネットを基盤にした、ホロコースト否認に対抗する目的にささげられたプロジェクトである。ニツコー（Nizkor）とはヘブライ語で「私たちはこれからも覚えている」といった意味である。このプロジェクトはインターネット・ニュースグループ「alt.revisionism」のユーザー達によって公開された膨大な文書を収めており、ウェブ基盤の中心的なアーカイブとしてマクヴェイによって創設された。
ニツコー・プロジェクトのサイトではまた、1990年代初期から行われた「alt.revisionism」へのおびただしい数の投稿を収録している。ニツコー・プロジェクトは「alt.revisionism」に投稿されたもの全てを収めているわけではなく、サイトの管理人がホロコーストについての事実に基づいた情報を示していると判断した投稿を選択している。また投稿者によっては、その投稿者についての情報も記録されている。ニツコー・プロジェクトはホロコーストに関する膨大なアーカイブを提供しているだけでなく、ホロコースト否認論者の活動を暴露することも追求している。ニツコー・プロジェクトは何年にもわたって行われた「alt.revisionism」への投稿を基にし、自らを歴史修正主義者と公言している人々の著述を多数集めている。その中にはデイヴィッド・アーヴィング、エルンスト・ツンデル、マイケル・A・ホフマン二世などの著述が含まれる。「alt.revisionism」へ定期的に修正主義的な投稿を行っている人々はインターネット上の狂人（net.kook）という評判を得ており、彼らの投稿の多数もまたニツコー・プロジェクトに収められている。
ニツコー・プロジェクトのアーカイブに保存されている様々な情報の中には白人至上主義者のトム・メッツガーとされる人物によって留守番電話に残されたメッセージを録音したものもあり、このメッセージは様々な人々に対して「インターネットのジンコー（Zinkor、訳注:Nizkorを間違えてそう呼んでいる）」に対して「行動を起こす」よう呼びかけている。日刊紙『オタワ・シチズン』の1996年の記事によると、マクヴェイは「ネット上で多数の殺害予告を受けているので、住所を明かすことを拒んでいる」とされている。

## 賞賛
ニツコー・プロジェクトは学者や研究者の間では、憎悪をかき立てる様々な団体に関する主要な情報源として広く引用されている。USAトゥディ、クリスチャン・サイエンス・モニター、ワシントン・ポスト、ガーディアンなどの日刊紙や、国際法の専門誌であるアメリカン・ジャーナル・オブ・インターナショナル・ローなども他の情報源とともにニツコー・プロジェクトを引き合いに出している。

## 批判
マット・ギワー（Matt Giwer）のように、ホロコースト否認と関わりがありニツコー・プロジェクトの文書記録で扱われたインターネット上の著述家の中には、ニツコー・プロジェクトの記録に管理されている文書の信憑性を公に否定しているものもいる。しかし、これらの文書が信頼できるものであることを証明するためGoogleのような他のニュースグループアーカイブが用いられている。
歴史修正主義の賛成者による多数のウェブサイトなどではマクヴェイに対する非難が繰り返し行われており、マクヴェイの中立性に異議を唱えたり、マクヴェイへの個人攻撃を何度もしたりしている。歴史修正主義者やネオナチのウェブサイトはニツコー・プロジェクトがイスラエルや他のいわゆるシオニストから資金援助を受けていると非難しているが、マクヴェイは首尾一貫してそういった非難を真実ではないとして否定している。ニツコー・プロジェクトはマクヴェイ自身の個人的な資金の他は全て一般の人々からの寄付を通じて資金援助されているとマクヴェイは述べている。
ニツコー・プロジェクトとしては憎悪をかき立てる団体やホロコースト否認論者の正体を暴露することを追求しているが、1990年代後半、サイモン・ヴィーゼンタール・センターはニツコー・プロジェクトがそういった団体やホロコースト否認論者たちの知名度を上げていると批判した。マクヴェイのような表現の自由を擁護する人々と、憎悪を煽る行動を犯罪とすることを推進する人々の間で、1990年代の後半を通じて議論が行われたが、それについてはおおむねの解決をみることとなった。マクヴェイは1996年にカナダの国会で証言し、憎悪を煽るような行動を犯罪とするような法制化に反対し、ホロコースト否認論者を検閲するよりは、彼らの誤った主張に正面から取り組んだ方が好ましいと述べた。
また、日本では主にインターネットにおいて、ホロコースト否定論者からは不評である。これは、ニツコー・プロジェクトが極端な白人至上主義をとっているとの噂が流布していることが原因である。